# Zmarli w roku 1902
Lista osób zmarłych w 1902:

## styczeń 1902
- 7 stycznia – Jan Gotlib Bloch, polski bankier i przedsiębiorca przemysłowy, „król kolei żelaznych” XIX w.[1]
- 13 lutego – Włodzimierz Zagórski polski poeta i prozaik[2]
- 21 lutego – Emil Holub, czeski przyrodnik, kolekcjoner i podróżnik[3]

## marzec 1902
- 26 marca – Cecil Rhodes, brytyjski polityk kolonialny[4]

## maj 1902
- 7 maja – Augustyn Roscelli, włoski ksiądz, święty katolicki[5]
- 17 maja – Filip Robota, polski nauczyciel, działacz oświatowy i społeczno-narodowy na Śląsku[6]

## czerwiec 1902
- 3 czerwca – Adolf Dygasiński, polski pisarz[7]
- 16 czerwca – Ernst Schröder, matematyk niemiecki[8]
- 17 czerwca – Karol Ernest Henryk Wedel, niemiecki cukiernik, założyciel firmy E.Wedel[9]
- 19 czerwca – John Acton, lord; angielski historyk[10]

## lipiec 1902
- 6 lipca – Maria Goretti, włoska męczennica, święta katolicka[11]
- 22 lipca – Mieczysław Ledóchowski, kardynał, prymas Polski[12]

## sierpień 1902
- 23 sierpnia:
  - Henryk Siemiradzki, polski malarz[13]
  - Sokrat Starynkiewicz, prezydent Warszawy[14]

## wrzesień 1902
- 23 września – Franciszek Salezy Lewental, polski (pochodzenia żydowskiego) księgarz, wydawca[15]
- 29 września – Émile Zola, pisarz francuski, przedstawiciel nurtu naturalizmu[16]

## październik 1902
- 17 października – Guntard Ferrini, włoski prawnik, tercjarz franciszkański, błogosławiony katolicki[17]

## listopad 1902
- 18 listopada – Grimoaldo, włoski pasjonista, błogosławiony katolicki[18]
- 21 listopada – Franciszka Siedliska, polska zakonnica, założycielka nazaretanek, błogosławiona katolicka[19]
- 26 listopada – Antoni Baranowski (lit. Antanas Baranauskas), polski i litewski poeta, biskup rzymskokatolicki[20]

## grudzień 1902
- 17 grudnia – Matylda od Najświętszego Serca Jezusa, hiszpańska zakonnica, błogosławiona katolicka[21]